# Shorttrack op de Olympische Winterspelen 2014 - 1000 meter vrouwen
De 1000 meter voor vrouwen tijdens de Olympische Winterspelen 2014 vond plaats op 18 en 21 februari 2014 in het IJsberg Schaatspaleis in Sotsji. Regerend olympisch kampioene was de Chinese Wang Meng die haar titel kwijt raakte aan Park Seung-hi.

## Tijdschema
| Datum       | Lokale tijd | MET   | Ronde         |
| ----------- | ----------- | ----- | ------------- |
| 18 februari | 13:30       | 10:30 | Series        |
| 21 februari | 20:44       | 17:44 | Kwartfinales  |
| 21 februari | 21:21       | 18:21 | Halve finales |
| 21 februari | 21:53       | 18:53 | Finale        |

## Uitslag

### Heats
Heat 1
| # | Naam                | Land | Tijd     | Opm. |
| - | ------------------- | ---- | -------- | ---- |
| 1 | Li Jianrou          | CHN  | 1.31,178 | Q    |
| 2 | Jessica Smith       | USA  | 1.31,359 | Q    |
| 3 | Tatjana Borodoelina | RUS  | 1.31,559 |      |
| 4 | Sayuri Shimizu      | JPN  | 1.31,879 |      |

Heat 2
| # | Naam             | Land | Tijd     | Opm. |
| - | ---------------- | ---- | -------- | ---- |
| 1 | Park Seung-hi    | KOR  | 1.31,883 | Q    |
| 2 | Emily Scott      | USA  | 1.32,585 | Q    |
| 3 | Inna Simonova    | KAZ  | 1.32,599 |      |
| - | Kateřina Novotná | CZE  |          | PEN  |

Heat 3
| # | Naam             | Land | Tijd     | Opm.   |
| - | ---------------- | ---- | -------- | ------ |
| 1 | Valérie Maltais  | CAN  | 1.28,771 | Q & OR |
| 2 | Yui Sakai        | JPN  | 1.29,824 | Q      |
| 3 | Yara van Kerkhof | NED  | 1.29,980 |        |
| 4 | Safiya Vlasova   | UKR  | 1.32,495 |        |

Heat 4
| # | Naam              | Land | Tijd     | Opm. |
| - | ----------------- | ---- | -------- | ---- |
| 1 | Shim Suk-hee      | KOR  | 1.31,046 | Q    |
| 2 | Marie-Eve Drolet  | CAN  | 1.31,273 | Q    |
| 3 | Martina Valcepina | ITA  | 1.34,226 | ADV  |
| - | Liu Qiuhong       | CHN  |          | PEN  |

Heat 5
| # | Naam            | Land | Tijd     | Opm. |
| - | --------------- | ---- | -------- | ---- |
| 1 | Kim A-lang      | KOR  | 1.31,640 | Q    |
| 2 | Fan Kexin       | CHN  | 1.31,713 | Q    |
| 3 | Olga Beljakova  | RUS  | 1.32,034 |      |
| - | Agne Sereikaite | LTU  |          | PEN  |

Heat 6
| # | Naam              | Land | Tijd     | Opm. |
| - | ----------------- | ---- | -------- | ---- |
| 1 | Arianna Fontana   | ITA  | 1.32,983 | Q    |
| 2 | Veronique Pierron | FRA  | 1.33,022 | Q    |
| 3 | Sofia Prosvirnova | RUS  | 1.36,521 |      |
| - | Bernadett Heidum  | HUN  |          | PEN  |

Heat 7
| # | Naam                 | Land | Tijd     | Opm. |
| - | -------------------- | ---- | -------- | ---- |
| 1 | Elise Christie       | GBR  | 1.30,588 | Q    |
| 2 | Patrycja Maliszewska | POL  | 1.32,975 | Q    |
| 3 | Ayuko Ito            | JPN  | 1.33,188 |      |
| 4 | Elana Viviani        | ITA  | 1.33,352 |      |

Heat 8
| # | Naam               | Land | Tijd     | Opm. |
| - | ------------------ | ---- | -------- | ---- |
| 1 | Deanna Lockett     | AUS  | 1.34,845 | Q    |
| 2 | Veronika Windisch  | AUT  | 1.36,018 | Q    |
| 3 | Jorien ter Mors    | NED  | 1.46,661 | ADV  |
| 4 | Marianne St-Gelais | CAN  | 2.05,206 |      |

### Kwartfinales
Kwartfinale 1
| # | Naam              | Land | Tijd     | Opm. |
| - | ----------------- | ---- | -------- | ---- |
| 1 | Elise Christie    | GBR  | 1.30,606 | Q    |
| 2 | Park Seung-hi     | KOR  | 1.30,801 | Q    |
| 3 | Marie-Eve Drolet  | CAN  | 1.31,668 |      |
| - | Veronique Pierron | FRA  |          | PEN  |

Kwartfinale 2
| # | Naam              | Land | Tijd     | Opm. |
| - | ----------------- | ---- | -------- | ---- |
| 1 | Valérie Maltais   | CAN  | 1.29,037 | Q    |
| 2 | Jorien ter Mors   | NED  | 1.29,119 | Q    |
| 3 | Deanna Lockett    | AUS  | 1.29,256 |      |
| 4 | Yui Sakai         | JPN  | 1.29,328 |      |
| 5 | Veronika Windisch | AUT  | 1.30,017 |      |

Kwartfinale 3
| # | Naam            | Land | Tijd     | Opm. |
| - | --------------- | ---- | -------- | ---- |
| 1 | Shim Suk-hee    | KOR  | 1.29,356 | Q    |
| 2 | Fan Kexin       | CHN  | 1.29,380 | Q    |
| 3 | Emily Scott     | USA  | 1.30,324 |      |
| - | Arianna Fontana | ITA  |          | PEN  |

Kwartfinale 4
| # | Naam                 | Land | Tijd     | Opm. |
| - | -------------------- | ---- | -------- | ---- |
| 1 | Jessica Smith        | USA  | 1.32,088 | Q    |
| 2 | Li Jianrou           | CHN  | 1.32,129 | Q    |
| 3 | Kim A-lang           | KOR  | 1.32,154 |      |
| 4 | Patrycja Maliszewska | POL  | 1.32,376 |      |

### Halve finales
Halve finale 1
| # | Naam            | Land | Tijd     | Opm. |
| - | --------------- | ---- | -------- | ---- |
| 1 | Park Seung-hi   | KOR  | 1.30,182 | QA   |
| 2 | Jessica Smith   | USA  | 1.30,399 | QA   |
| 3 | Jorien ter Mors | NED  | 1.30,481 | QB   |
| 4 | Valérie Maltais | CAN  | 1.56,511 | QB   |

Halve finale 2
| # | Naam           | Land | Tijd     | Opm. |
| - | -------------- | ---- | -------- | ---- |
| 1 | Shim Suk-hee   | KOR  | 1.31,237 | QA   |
| 2 | Fan Kexin      | CHN  | 1.32,618 | QA   |
| - | Li Jianrou     | CHN  |          | PEN  |
| - | Elise Christie | GBR  |          | PEN  |

### Finales
A-Finale
| #      | Naam          | Land | Tijd     | Bijz. |
| ------ | ------------- | ---- | -------- | ----- |
| Goud   | Park Seung-hi | KOR  | 1.30,761 |       |
| Zilver | Fan Kexin     | CHN  | 1.30,811 |       |
| Brons  | Shim Suk-hee  | KOR  | 1.31,027 |       |
| 4      | Jessica Smith | USA  | 1.31,301 |       |

B-Finale
| # | Naam            | Land | Tijd     | Bijz. |
| - | --------------- | ---- | -------- | ----- |
| 5 | Jorien ter Mors | NED  | 1.36,835 |       |
| 6 | Valérie Maltais | CAN  | 1.36,863 |       |

1. ↑  https://kijkonderzoek.nl/component/com_kijkcijfers/Itemid,133/file,j1-1-1-p